# Ololygon agilis
Espèce
Synonymes
- Hyla agilis Cruz & Peixoto, 1983 "1982"
- Scinax agilis (Cruz & Peixoto, 1983)

Statut de conservation UICN

 LC  : Préoccupation mineure
Ololygon agilis est une espèce d'amphibiens de la famille des Hylidae.

## Répartition
Cette espèce est endémique du Brésil. Elle se rencontre dans les États d'Espírito Santo, de Bahia, du Sergipe et d'Alagoas.

## Description
Les femelles mesurent de 14 à 18,6 mm.

## Publication originale
- Cruz & Peixoto, 1983 "1982" : Uma nova espécie de Hyla do Estado do Espírito Santo, Brasil (Amphibia, Anura, Hylidae). Revista Brasileira de Biologia, Rio de Janeiro, vol. 42, no 4, p. 721-724.